# Paralastor alastoripennis
Paralastor alastoripennis är en stekelart som först beskrevs av Henri Saussure 1853.  Paralastor alastoripennis ingår i släktet Paralastor och familjen Eumenidae. Inga underarter finns listade i Catalogue of Life.